# 莒镇
莒镇乡，是中华人民共和国山東省德州市禹城市下辖的一个乡镇级行政单位。2020年8月，撤销李屯乡，合并入莒镇。

## 行政区划
莒镇乡下辖以下地区：
司庄社区、幸福社区、杨集社区、齐集社区、白庄社区、董屯社区、季庄社区、姜庄社区、付堂社区、三和社区、大郑社区、小庄社区、双兴社区、兴隆社区、莒镇村、纸坊村、徐集村和郭牛村。